# Skały Rożnowskie

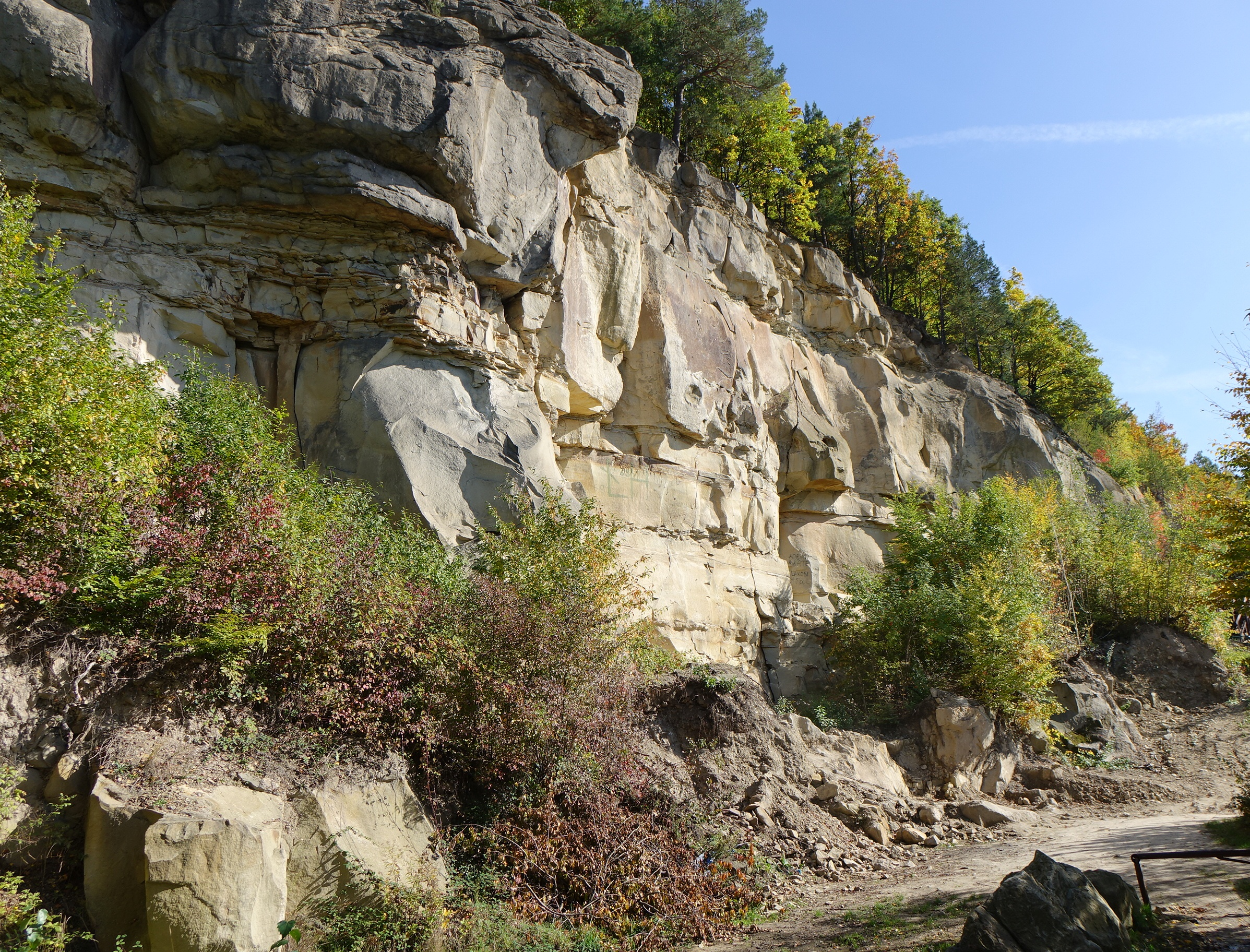
Czołowa

Skały Rożnowskie – skały we wsi Rożnów w województwie małopolskim, w powiecie nowosądeckim, w gminie Gródek nad Dunajcem. Znajdują się nad wschodnim brzegiem Jeziora Rożnowskiego, pod względem geograficznym na Pogórzu Rożnowskim będącym częścią Pogórza Środkowobeskidzkiego.
Skały mają wysokość do 30 m i są pozostałością dawnego kamieniołomu. Zbudowane są z piaskowca istebniańskiego. Są to gruboławicowe i gruboziarniste piaskowce przedzielone cienkimi warstwami piaszczystych mułowców zmieszanych ze zwęglonymi resztkami roślinnymi. Skały tworzą skalny mur o długości około 250 m oraz kilka oddzielonych od niego turni. Jego południowa część wznosi się bezpośrednio nad plażą Jeziora Rożnowskiego, część północna na stromym i porośniętym lasem zboczu wzgórza. Dochodzi się do nich wąską drogą, początkowo szutrową, potem wykonaną z płyt betonowych, odbiegającą od drogi z Rożnowa do Gródka nad Dunajcem. Droga ta zaczyna się w odległości około 700 m od cmentarza w Rożnowie w kierunku Gródka nad Dunajcem.
Skały Rożnowskie są obiektem wspinaczki skalnej i boulderingu. Znajdują się na terenie prywatnym i wspinaczka dozwolona jest przy zachowaniu zasad ustalonych z właścicielem terenu. Ściany wspinaczkowe są pionowe lub przewieszone z okapami, kominami, zacięciami i rysami. Jest na nich 87 obitych dróg wspinaczkowych o trudności od III do VI.8 w skali polskiej, ponadto są drogi nieobite, do wspinaczki tradycyjnej i na wędkę. Część dróg znajduje się w miejscu silnie nasłonecznionym (nad plażą Jeziora Rożnowskiego), część w lesie.
Ze względu na znaczną długość skalnego muru i jego skomplikowaną topografię Skały Rożnowskie podzielono na kilka segmentów. W kierunku od góry w dół są to:
- Okręt: 11 dróg i 1 projekt (IV–VI.5+)
- Mur: 13 dróg (V+–VI.4)
- Nad Zachodem: 6 dróg (VI–VI.4)
- Z Hokejem: 8 dróg (V–VI.5)
- Zjazdowa: 42 drogi (III–VI.8), 2 projekty
- Nad Przełazem: 14 dróg (V–VI.3)
- Za Przełazem: 15 dróg (VI–VI.6)
- Czołowa: 14 dróg (VI–VI.5+) i 4 projekty[1].

W Skałach Rożnowskich jest wiele jaskiń i schronisk: Jaskinia Ciasna, Jaskinia Nowa, Jaskinia Spalona, Jaskinia Szkieletowa, Jaskinia Tunelowa, Jaskinia Wietrzna, Jaskinia Wronia, Jaskinia za Filarem, Schronisko w Rożnowie Pierwsze, Schronisko w Rożnowie Drugie, Schronisko w Rożnowie Trzecie.